# Чавдарци (област Ловеч)
 За другото българско село вижте Чавдарци (Област Велико Търново).  
Чавда̀рци е село в Северна България. То се намира в община Ловеч, област Ловеч.

## География
Намира се в северното подножие на Деветашкото плато, на 30 км североизточно от Ловеч. Селото има жп спирка по линията Левски-Троян.

## История
Селото се споменава в османски регистри от 1479/80 година, като по това време е павликянско село с 34 домакинства.
Старите наименования на селото са: Павликянско Лъжане (15 в.), Горно Лъжане (17 в. – 18 в.), Лъжане (19 век и до 1950 г.).
На 09.10.2012 г., народно читалище „Просвета“ в с. Чадварци чества 85 години от своето създаване.

## Население
Численост и дял на етническите групи според преброяването на населението през 2011 г.:
|                     | Численост | Дял (в %) |
| Общо                | 295       | 100,00    |
| Българи             | 178       | 60,33     |
| Турци               | 81        | 27,45     |
| Цигани              | 0         | 0,00      |
| Други               | 0         | 0,00      |
| Не се самоопределят | 0         | 0,0       |
| Неотговорили        | 35        | 11,86     |